# Агрия-Грамвуса
А́грия-Грамву́са (греч. Άγρια Γραμβούσα) — необитаемый остров в Греции, в Эгейском море у западного побережья полуострова Грамвуса на северо-западе Крита. Относится к сообществу Грамвуса в общине (диме) Кисамос в периферийной единице Ханья в периферии Крит. У северной оконечности острова, мыса Кокала находится маяк, построенный в 1874 году.